# 21 Questions
Singles de 50 Cent
Magic Stick
(2003) P.I.M.P
(2003)
21 Questions est une chanson interprétée par le rappeur 50 Cent avec Nate Dogg, qui chante le refrain et l'outro. La chanson a été écrite par 50 Cent, K. Risto, J. Cameron, et V. Cameron pour le premier album commercial de 50 Cent Get Rich or Die Tryin' (sorti en 2003). Sorti en 2003 comme le second single de l'album après In da Club, le single est devenu sa deuxième chanson numéro une aux États-Unis après In da Club. Il se classe en sixième position du UK Singles Chart au Royaume-Uni, tandis que In da Club est #23, donnant à 50 Cent un exploit rare d’avoir deux single dans le Top 30 en même temps. La chanson a été produite par Dirty Swift et Bruce Waynne. La chanson est un sample de la chanson It's Only Love Doing Its Thing de Barry White. Le chanteur de R&B Lil' Mo a créé un remix intitulé 21 Answers (« 21 réponses »). Sa version a reçu une diffusion décente sur les radio, et a été souvent fusionnée avec la version de 50 Cent dans les clubs.

## Fond
Quand le producteur Dr. Dre a travaillé avec 50 Cent sur son premier album, il a déclaré qu'il n'a pas voulu la chanson sur l'album. Selon 50 Cent, « Dre m'a dit : « comment veux-tu paraître gangster si tu mets cette chanson d'amour stupide dans l’album ? » », a-t-il rapporté sur MSNBC. 50 Cent a répondu disant, « je suis deux personnes. J'ai toujours dû être deux personnes depuis que j'étais un enfant. Pour moi ce n'est pas une diversité, c'est une nécessité ».

## Vidéo
La vidéo musicale a été dirigée par Damon Johnson, Dr. Dre et Phillip Atwell en mars 2003. Il représente 50 Cent arrêté et confiné à la prison, où il essaye de rester en contact avec sa petite amie, jouée par Meagan Good. En prison, il est constamment harangué par le détenu rival, Tyson Beckford. La vidéo finit avec une version alternative du début, avec 50 Cent et sa petite amie observant de leur maison pendant que la police arrête Beckford au lieu de 50 Cent. La vidéo montre G-Unit et Nate Dogg, qui chante le refrain et l'outro. Le concept de la vidéo peut également venir du Never Leave Me Alone de Nate Dogg.
Le 15 avril 2003, la vidéo a commencé sur Total Request Live du MTV au numéro six, et atteint le numéro un deux jours plus tard, et est restée sur le charts pour cinquante jours. Il a également atteint le numéro deux sur le chart des vidéos du MuchMusic.

## Pistes
CD
- 21 Questions (version de l’album)

- Soldier (50 Cent & G-Unit style libre)

- 21 Questions (concert de New York)

- 21 Questions (vidéo)

## Remix
Un remix a été sorti un qui a comporté la chanteuse américaine de R&B Monica Arnold.

## Classement
| Classement (2003)                       | Meilleure position |
| --------------------------------------- | ------------------ |
| Allemagne (Media Control AG)            | 35                 |
| Australie (ARIA)                        | 4                  |
| Autriche (Ö3 Austria Top 40)            | 39                 |
| Belgique (Flandre Ultratop 50 Singles)  | 37                 |
| Belgique (Wallonie Ultratop 50 Singles) | 36                 |
| Canada (Hot 100)                        | 5                  |
| Danemark (Tracklisten)                  | 18                 |
| États-Unis (Hot 100)                    | 1                  |
| États-Unis (R&B/Hip-Hop Songs)          | 1                  |
| États-Unis (Pop Airplay)                | 6                  |
| États-Unis (Rap Songs)                  | 1                  |
| Finlande (Suomen virallinen lista)      | 20                 |
| France (SNEP)                           | 58                 |
| Irlande (IRMA)                          | 11                 |
| Pays-Bas (Nederlandse Top 40)           | 8                  |
| Nouvelle-Zélande (RMNZ)                 | 8                  |
| Norvège (VG-lista)                      | 15                 |
| Suède (Sverigetopplistan)               | 34                 |
| Suisse (Schweizer Hitparade)            | 14                 |
| Royaume-Uni (UK Singles Chart)          | 6                  |

## Crédits
- Producteur : Dirty Swift et Bruce Waynne du Midi Mafia

- Mixé par : Dr. Dre

- Enregistré par : Sha Money XL et Maurico "Veto" Iragorri

- Aidé par : Ruben Rivera